# Tarrabool Lake
Tarrabool Lake är en sjö i Australien. Den ligger i territoriet Northern Territory, omkring 790 kilometer sydost om territoriets huvudstad Darwin. Tarrabool Lake ligger 205 meter över havet.
Trakten runt Tarrabool Lake består i huvudsak av gräsmarker. Trakten runt Tarrabool Lake är nära nog obefolkad, med mindre än två invånare per kvadratkilometer. Genomsnittlig årsnederbörd är 622 millimeter. Den regnigaste månaden är februari, med i genomsnitt 182 mm nederbörd, och den torraste är juni, med 1 mm nederbörd.